# معهد بحوث أريابهاتا للعلوم الرصدية
معهد بحوث أريابهاتا للعلوم الرصدية Aryabhatta Research Institute of Observational Sciences (ARIES) هو معهد أبحاث ومرصد فلكي رائد يقع في قمة مانورا (1,951 متر (6,401 قدم)، على بعد حوالي 9 كم من ناينيتال، في ولاية أوتاراخند في الجزء الشمالي من الهند. معهد بحوث أريابهاتا معهد متخصص في علم الفلك والفيزياء الفلكية وعلوم الغلاف الجوي. بدأ المعهد العمل في 20 نيسان / أبريل 1954 تحت إدارة قسم العلوم والتكنولوجيا التابع لوزارة العلوم والتكنولوجيا في الحكومة الهندية.
تأسس مرصد ناينيتال الفلكي التابع للمعهد في عام 1955 ونقل إلى موقعة الحالي على قمة مانورا في عام 1961.المرصد الفلكي مفتوح للجمهور خلال أيام العمل بعد الظهر. أما بالنسبة للعرض الليلي، فيتم تحديد ثلاثة إلى أربعة ليالي مقمرة، ويلزم الحصول على إذن مسبق.